# Шенкс, Вильям
Уильям Шенкс (25 января 1812 — июнь 1882) британский математик-любитель.
Шенкс известен своим подсчётом числа пи {\displaystyle \pi } до 707-го знака, выполненным в 1873 году, который, впрочем, был правильным только для первых 527 знаков. Эта ошибка была исправлена в 1944 году Д. Ф. Фергюсоном (с использованием механического настольного калькулятора).
Шенкс зарабатывал на жизнь, владея школой-интернатом в Хоутон-ле-Спринг, что оставляло ему достаточно времени, чтобы тратить своё время на хобби — вычисление математических констант. Его рутина была следующей: он вычислял новые цифры всё утро; а потом он проводил весь день, проверяя свою утреннюю работу. Для вычисления {\displaystyle \pi } Шенкс использовал формулу Макина:
{\displaystyle {\frac {\pi }{4}}=4\arctan \left({\frac {1}{5}}\right)-\arctan \left({\frac {1}{239}}\right)}
Вычисления Шенкса содержали самое большое количество знаков в числе {\displaystyle \pi } до появления цифрового электронного компьютера около столетия спустя.
Шенкс также вычислил эйлерово число {\displaystyle e} и постоянную Эйлера-Маскерони {\displaystyle \gamma } для многих десятичных знаков. Он опубликовал таблицу простых чисел до 60 000 и нашёл натуральные логарифмы от 2, 3, 5 и 10 до 137-го знака.
Шенкс умер в Хоутон-ле-Спринг, графство Дарем, Англия, в июне 1882 года, в возрасте 70 лет, и был похоронен на местном кладбище на склоне холма 17 июня 1882 года.